# Jovem Pan FM Criciúma
Jovem Pan FM Criciúma é uma emissora de rádio brasileira com concessão em Nova Veneza e sediada em Criciúma, ambas cidades do estado de Santa Catarina. Opera no dial FM 104.3 MHz e é afiliada da Jovem Pan FM.

## História
Nasceu em setembro de 2013, a Rádio Voz da Vida, uma rádio voltada para os cristãos, a concessão pertence á Família Salvaro e a ideia do projeto partiu do empresário e atual prefeito de Criciúma Clésio Salvaro, para ele, foi um sonho ter uma rádio voltada para esse público, já que sua família é constituída na fé e crismaram numa igreja católica. Apesar dessa concessão nova ser na cidade de Nova Veneza e de classe C, seu sinal abrange Criciúma com total facilidade. Seus estúdios eram situados dentro da Igreja de Nossa Senhora do Caravággio também em Nova Veneza.
Em setembro de 2018, foi comunicado que a emissora encerraria suas atividades, com o avanço das tecnologias, o grupo decidiu alavancar a audiência e aumentar a abrangência da Rádio Hulha Negra AM 1450, retransmitindo também no FM 104.3, a estreia aconteceu no dia 1 de outubro do mesmo ano.
Com a afiliação da AM 1450 para a Jovem Pan News em setembro de 2020, decidiram continuar com a programação da Hulha Negra somente no FM.
Na segunda quinzena de janeiro de 2021, foi divulgado que a FM 104.3 se afiliaria a Jovem Pan FM, encerrando a trajetória de mais de 30 anos da Rádio Hulha Negra no dial, a mesma continua de forma web rádio. A rede volta depois de 3 anos e meio fora do dial.
A estreia aconteceu no dia 1 de fevereiro, na abertura do programa Pânico.